# Jean-Luc Perrier
Jean-Luc Perrier, né le 28 mars 1944 à Angers et décédé le 21 août 1981 dans un accident de la route entre Loudun et Montreuil-Bellay, est un enseignant, inventeur et un scientifique français.
Pionnier des technologies solaires à concentration et hydrogène, il est connu pour avoir conçu et construit un concentrateur solaire de 50 kW, une voiture roulant grâce à la combustion de l’hydrogène et une maison solaire.

## Biographie

### Jeunesse et études
Fils d'inventeur, Jean-Luc Perrier a démontré très tôt ses talents pour le bricolage et l'innovation : « À trois ans, il sciait en deux son lit-cage… afin d'en sortir. À quinze, il fabriquait déjà transistor et magnétophone ».

### Carrière
Dans les années 1970, il est professeur d’enseignement technique théorique (mécanique) à Angers, à l’université catholique de l'Ouest, à l’université d’Angers et au collège « La Baronnerie ». Il est également animateur aux stages d’héliotechnique organisés par l’IUT d’Angers, l’université catholique d’Angers et le G.A.N.I.D.E.
Du fait de son fort intérêt et de son implication pour le développement des énergies solaires et hydrogène, il est membre titulaire de la Coopération méditerranéenne pour l’Énergie solaire (COMPLES), et de l’Association internationale pour l’Énergie à l’hydrogène (I.A.H.E.).

## Réalisations

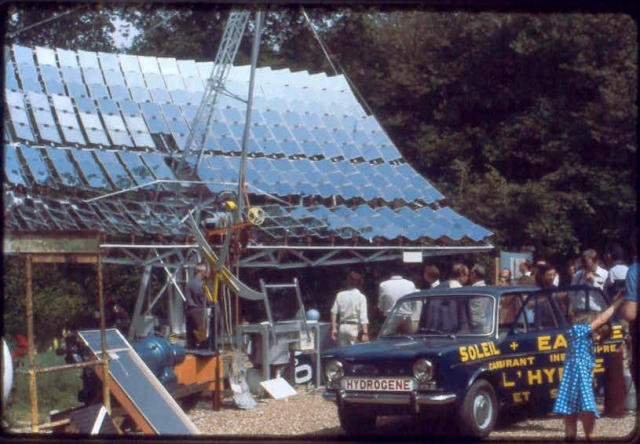
Concentrateur solaire et voiture à hydrogène de Jean-Luc Perrier, lors des portes-ouvertes de son installation à Villevêque le 27 septembre 1980.

La station hélio-technique conçue et installée par Jean-Luc Perrier fut créée à partir de 1971 et comportait trois secteurs d’activité : le concentrateur solaire, le véhicule à hydrogène, et la maison solaire.
Ces réalisations ont été faites sur son propre budget, sans subvention, et la plupart du temps seul ! Comme il l’indique lui-même en 1979 : « Sur 5 000 heures de travail, rigoureusement seul, l’auteur fut aidé pour le terrassement béton, le levage du cadre, la fabrication des circuits imprimés, le biseautage des miroirs et la galvanisation en usine, soit un total d’environ cent heures. Et sans aucune subvention à ce jour ».
Son objectif affiché est d’attirer l’attention des pouvoirs publics et des industriels sur les solutions possibles aux problèmes énergétiques qui se posent à l'époque (chocs pétroliers de 1973 et 1979).
Cependant, la découverte de nouveaux gisements pétroliers dans les années qui ont suivi ont détourné les financements tant publics que privés des nouvelles technologies de production d’énergie, notamment solaire thermique. Cela explique en partie le faible taux de développement de ces technologies de nos jours.

Comme le dit le pionnier de l'énergie solaire, Maurice Touchais, en 1979 : 

« Ce qu’il y a de remarquable est que cet appareil n’a pas été conçu pour réaliser une seule et unique opération, comme cela est courant de par le monde. […] Ici, J.-L. Perrier a compris que lorsqu’il s’agissait du soleil, il fallait opérer une dégradation méthodique, par paliers, de l’énergie incidente. Si sa station solaire produit de l’énergie électrique, l’excès de puissance est stocké sous forme d’hydrogène et la chaleur dégradée, au lieu d’être rejetée sert au chauffage, avec régularisation au moyen d’un stockage annuel. »

### Concentrateur solaire

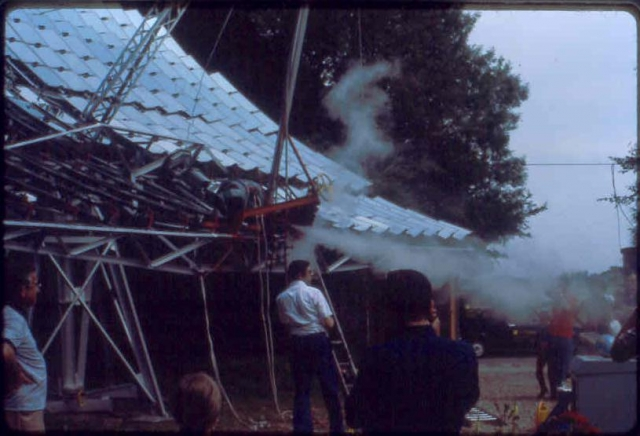
Jean-Luc Perrier avec un jet de vapeur produit par son concentrateur solaire.

Jean-Luc Perrier a conçu et construit, chez lui à Villevêque (49), un héliostat, (ou four solaire à concentration) d’une surface de 103 m2 (12 m de large × 8,6 m de haut, pour une surface de 71,01 m2 de miroirs) et pesant 50 tonnes. Il a été bâti à partir d'un affût de grue de travaux public Poclain, sur une fondation de 40 tonnes de béton. Ses 263 miroirs en verre de 6 mm d’épaisseur (obtenus dans un dépôt vendant ces miroirs déclassés car contenant des rayures) concentrent les rayons du Soleil vers une chaudière pouvant atteindre les 1 100 °C et développant une puissance de 50 à 70 kW. Cette puissance le place en 1980 en 3e position sur le plan mondial, et 2e en France (derrière le four solaire d'Odeillo). À titre d’exemple, le concentrateur de l’armée américaine ne développe à l’époque que la moitié de cette puissance.
Afin de suivre en permanence la course du Soleil, l’orientation du cadre porteur est automatique, avec une précision angulaire de 0,4 milliradian.
L’alignement des miroirs a été réalisé avec une source laser hélium-néon de 500 mW, une technique de pointe à l’époque.
Le concentrateur a notamment été utilisé pour fondre en juin 1977 une plaque de 25 mm d’aluminium (température supérieure à 625 °C au foyer), produire de l’électricité grâce à une turbine à vapeur auto-construite et de l’eau sous pression (jusqu’à 400 bars), et produire de l’hydrogène.
C’est le 23 juin 1979, en présence de la radio, de la télévision et de nombreux journalistes, que fut produit pour la première fois au monde de l’hydrogène solaire, par électrolyse. L’objectif principal du concentrateur était donc atteint : pouvoir « transformer l’énergie solaire intermittente en matière stockable de forte valeur énergétique ».

### Voiture à hydrogène
Avec l’aide de son ami Jean-Pierre Barrault, concessionnaire automobile près de Poitiers, Jean-Luc Perrier a également modifié une voiture de série pour la faire rouler grâce à la combustion de l’hydrogène produit par son concentrateur solaire. Dans un premier temps, il utilisa une « Simca 1000 achetée 200 F (ou 250 francs, voire 300 francs) à la ferraille » et affichant plus de 100 000 km au compteur. Son alimentation fut d'abord passée de l'essence au propane, puis à l'hydrogène, grâce à des modifications minimes : « trois détendeurs, un manomètre, un modeste jeu de gicleurs que l'on trouve dans le commerce ». Au bout de trois mois de travail, la voiture était opérationnelle et tournait « sans à-coups et sans cafouillages ».
Avec ce véhicule, il obtient un rendement de 33 % pour le moteur contre 25 % avec l’essence, un moteur moins bruyant, et pas de rejet polluant par le pot d’échappement puisque la combustion de l’hydrogène ne rejette que de l'eau.
Par la suite, une Volvo 240 a été utilisée. Elle existe encore, en la possession des descendants de Jean-Pierre Barrault.
Les véhicules à hydrogène de Jean-Luc Perrier n’étaient cependant pas les premiers à rouler en France. En effet, dès 1945, un camion Saurer de 1928 était modifié pour rouler avec l’hydrogène produit par un moulin à eau sur la commune d’Épieds (49). Œuvre de G. Dubled (artisan électricien-plombier) et Louis Hubault (minotier), ce camion à hydrogène a ainsi parcouru plusieurs milliers de kilomètres dans la région d’Angers entre 1945 et 1951.

### Maison solaire

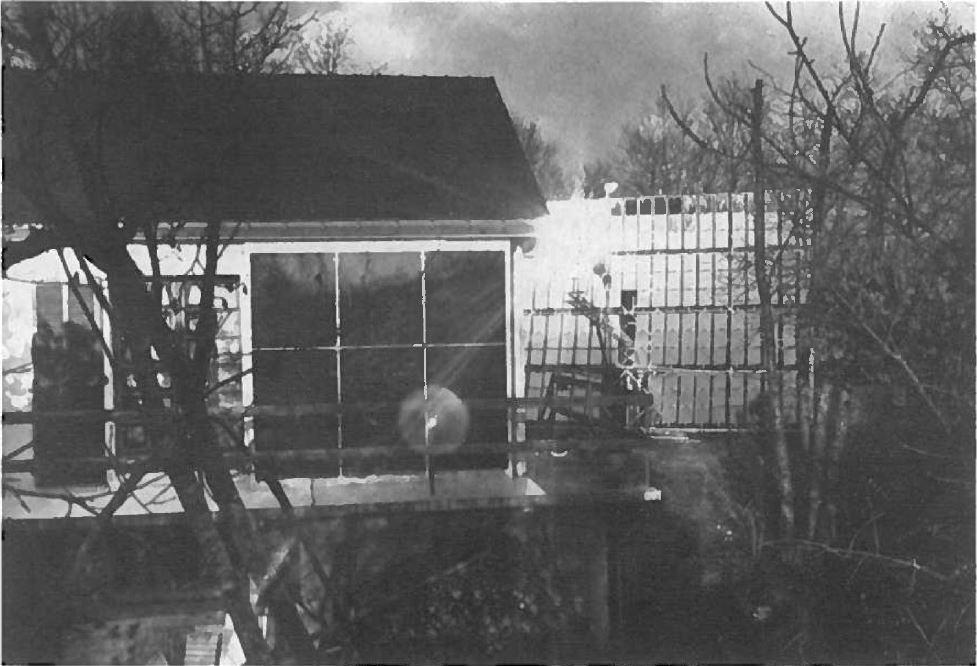
Maison et concentrateur solaire de Jean-Luc Perrier, à Villevêque (49).

Sa maison de Villevêque (Maine-et-Loire), nommée « L’héliotrope » du nom d'une fleur qui s'oriente vers le Soleil, est équipée de capteurs à air chaud sur sa façade Sud, qui permettent de chauffer une partie de l’habitation l’hiver, et de la ventiler l’été.
Des ouvertures sont pratiquées en haut et en bas du mur, afin de permettre une circulation naturelle de l’air chauffé par le capteur. Un volet commandé automatiquement grâce à un microcontrôleur régule l’admission d’air. Cela permet notamment d’éviter l’inversion de circulation lorsque l’air côté capteur est plus froid que l’air intérieur (en particulier la nuit). Cette technique s'apparente fortement au « mur Trombe » brevetée par le professeur Félix Trombe en 1956 et mise en œuvre par l'architecte Jacques Michel, en particulier aux laboratoires du CNRS à Odeillo.
Jean-Luc Perrier réalise six capteurs de 7 m2 de surface totale, avec une différence fondamentale par rapport à cette autre technique : il n'y a pas d'inertie thermique conséquente du fait de l'isolation du mur. Si Félix Trombe utilise un mur porteur de 40 cm de béton vibré, plein et non isolé, « l'Héliotrope » de Perrier possède des murs en béton préfabriqué de 4 cm d'épaisseur, isolés par l'extérieur (sous la couche d'aluminium).
Le complément du chauffage de la maison aurait été réalisé grâce au concentrateur solaire : un réservoir d’eau en béton de 200 m3 devait permettre de stocker la chaleur l’été et de la diffuser lentement quand elle est nécessaire en hiver. Il n'est pas certain que ce système ait été opérationnel, les panneaux à air chaud remplissant très bien leur office.

## Décès
Le 21 août 1981, Jean-Luc Perrier meurt dans un accident de la route entre Loudun et Montreuil-Bellay, entre Châtellerault et Angers.

## Postérité
Son héliostat a été installé de 1983 à 2004 dans la cour du musée Sainte-Croix de Poitiers, à la demande de son ami et associé, Jean-Pierre Barrault. Cet emplacement par défaut, par suite d’un refus des Bâtiments de France de l’installer près de l’Espace Mendès France, fait qu’il n’a jamais pu y fonctionner correctement. En 2004, il est déménagé à l’IUT de Poitiers où il est entreposé depuis, faute de fonds pour le remettre en service,.

## Ouvrages
Jean-Luc Perrier publie à compte d'auteur en 1979 son ouvrage Énergie solaire, état actuel des applications, aux éditions E.T.S.F. (328 pages), avec une préface de Maurice Touchais. Il y a deux éditions dès 1979, la deuxième édition est mise en dépôt légal durant le 1er trimestre 1979, le tirage est de cinq mille exemplaires.
En 1980, il publie l'édition revue et augmentée intitulée Énergie solaire et hydrogène, état actuel des applications, toujours à compte d'auteur, aux Éditions techniques et scientifiques françaises (384 pages). Une 4e édition est publiée en 1981.

## Apparitions dans la presse et les médias
Les œuvres de Jean-Luc Perrier ont été diffusées dans la presse de son époque. On recense notamment :
- La Nouvelle République du Centre-Ouest du 14 mai 1977 : à propos du four solaire de 70 m2, 2e de France[9] ;
- La Nouvelle République du Centre-Ouest du 21 janvier 1979 : rappel des réalisations et premier véhicule à hydrogène[9] ;
- un reportage télévisuel d'Antenne2 (ou France 3 Nantes) du 20 juin 1979 : visible sur le site de l'INA[20],[21] ;
- Sud Ouest des 24[22], 25[2], 26[7], 27[23] et 29[24] décembre 1979 : Chronique en cinq volets sur les activités de Jean-Luc Perrier ;
- La voiture à hydrogène solaire supplante la voiture électrique, Science et Vie, 1979[8] ;
- United Press Television News, venu tourner un film en février 1981[5] ;
- des publications dans des revues internationales spécialisées en énergie solaire : notamment la Revue Internationale d'Héliotechnique, publiée par la Coopération méditerranéenne pour l'énergie solaire[25] ;
- « Rétrofutur, une contre-histoire des innovations énergétiques », 2018, par l'association Paléo-énergétique[26],[27].